# 田村誠
田村 誠（たむら まこと、1965年4月5日 - ）は、株式会社ゼンニュートリションの代表取締役を務める。自然食養学会会員。   

## 人物
大阪府豊中市出身。小学校で父親の転勤で東京に移転。都立駒場高等学校、日本体育大学卒業。
大学卒業後、関東学院中学高等学校の体育課の教員として勤務。その後、株式会社パソナに転職。現在は株式会社ゼンニュートリションの代表取締役を務める。